# Medal Srebrnego Jubileuszu Króla Jerzego V
Medal Srebrnego Jubileuszu Króla Jerzego V (ang. King George V Silver Jubilee Medal) – brytyjski medal pamiątkowy ustanowiony 6 maja 1935 w celu upamiętnienia 25-lecia panowania króla Jerzego V.
Wykonany był ze srebra i wieszany na czerwonej wstążce z niebiesko-biało-niebieskimi wąskimi paskami wzdłuż brzegów. Łącznie nadano 85 235 medali.

## Odznaczeni
Odznaczeni polscy dyplomaci:
- Edward Raczyński, ambasador w Londynie
- Cecylia Raczyńska, żona ambasadora
- Leon Orłowski, radca minister ambasady
- Tadeusz Geppert, radca handlowy ambasady
- Wiesław Zbijewski, radca finansowy ambasady
- Roman Michałowski, I sekretarz ambasady
- Jan Tomaszewski, II sekretarz ambasady
- Paweł Starzeński, attaché ambasady
- Jerzy Adamkiewicz, konsul generalny w Ottawie
- Zofia Adamkiewicz, żona konsula